# Werbung, Baby!
Werbung, baby! är ett album gjort av den finska gruppen Eläkeläiset ("pensionärerna"). Albumet består enbart av "humppa"-covers på kända rock-låtar.

## Låtlista
Ursprunglig artist och låt inom parentes.
1. Hump (Van Halen - Jump) - 2.27
2. Humppakonehumppa (Meredith Brooks - Bitch) - 3.15
3. Humppamedia (Kent - Om du var här) - 3.09
4. Punakka humppa (Aerosmith - Pink) - 2.34
5. Peljätty humppa (Carl Douglas - Kung-Fu Fighting) - 2.23
6. Humpan alla (Red Hot Chili Peppers - Under The Bridge) - 2.58
7. Humppaa, saatanat! (Spencer Davis Group - Gimme Some Lovin') - 2.17
8. Kuusessa hevon (Eric Clapton - Tears In Heaven) - 2.37
9. Lierohumppa (Elvis Presley - Suspicious Minds) - 2.29
10. Paratiisihumppa (Stevie Wonder - Pastime Paradise) - 3.07
11. Humppatarzan (Foo Fighters - Monkeywrench) - 2.04
12. Poltettu humppa (Midnight Oil - Beds Are Burning) - 3.23
13. Humppauhraus (Kiss - I Love It Loud) - 3.03
14. Humppakummitus (Chumbawamba - Homophobia) - 2.35
15. Humppabarbi (Aqua - Barbie Girl) - 2.10
16. Tervetuloa mehtään (Guns N' Roses - Welcome to the Jungle) - 2.08
17. Hotelli Helpotus (The Eagles - Hotel California) - 4.04
18. Humppaan itsekseni (Billy Idol - Dancing With Myself) - 4.03